# Zeugma karnyi
Zeugma karnyi är en insektsart som beskrevs av Frederick Arthur Godfrey Muir 1926. Zeugma karnyi ingår i släktet Zeugma och familjen Derbidae. Inga underarter finns listade i Catalogue of Life.